# Södertörns tingsrätt
Södertörns tingsrätt är en tingsrätt i Sverige med Flemingsberg i Huddinge kommun som kansliort. Tingsrättens domkrets omfattar Botkyrka, Haninge, Huddinge och Nynäshamns kommuner samt Söderort inom Stockholms kommun. Tingsrätten med dess domkrets ingår i domkretsen för Svea hovrätt.

## Historia
1 april 2007 bildades denna "nya" Södertörns tingsrätt från Huddinge tingsrätt och Handens tingsrätt. Domkretsen bildades av delar ur Huddinge domsaga, delar ur Handens domsaga och delar ur Stockholms domsaga. Från 1 april 2007 omfattar domkretsen (domsagan) Huddinge, Botkyrka, Nynäshamn och Haninges kommuner samt Söderort från Stockholms kommun.. Tingsrätten kansli förlades till ett nybyggt tingshus i anslutning till polishuset och häktet i Flemingsberg.

## Lagmän
- 2007–2012: Alf Andersson
- 2012–2018: Petra Lundh
- 2019–2024: Eva-Lena Norgren
- 2024–2025: Erik Högdahl (tillförordnad)
- 2025–: Catarina Barketorp